# 直角峰
直角峰（英語：Rightangle Peak），是南極洲的山峰，位於埃爾斯沃思地，處於斯諾普盧姆峰和卡梅爾巴克嶺之間，屬於瓊斯山的一部分，由明尼蘇達大學地質學會命名，現時由南極條約體系管理。